# Фуммацутя
Фуммацутя (яп. 粉末茶, «порошковый чай») — японский порошковый зелёный чай. Также называется токэру о-тя (яп. 溶けるお茶, «растворимый чай»).
Для производства фуммацутя чайные листья перемалываются так же, как для маття, но как сырьё используется не тэнтя, а обычный сэнтя или бантя, то есть лист с кустов, выросших под солнцем. В результате вкус фуммацутя похож на вкус концентрированного сэнтя, а не сладковатый, как у маття. В отличие от листового чая, все вещества из листьев попадают в организм. Его можно добавлять в еду и напитки. Некоторые пьют его вместо сэнтя из-за простоты приготовления.